# Direkte Methode
Die Direkte Methode ist eine Methode der Fremdsprachendidaktik. Sie konzentriert sich auf das Ziel der Beherrschung einer Sprache und der Demonstration von Sprachkönnen.
Der Gebrauch der Muttersprache im Unterricht wird vermieden und stattdessen ausschließlich in der zu erlernenden Sprache kommuniziert – ähnlich wie bei der Immersion („Einsprachigkeit“). Das aktive Sprechen steht dabei im Mittelpunkt. Der Unterricht besteht zum größten Teil aus Konversationsübungen, die auf einfachen Frage-Antwort-Mustern basieren.
Der Weg der Vermittlung vom Grammatik- und Sprachwissen ist damit induktiv. Das heißt, die Regeln der Sprache werden von den Schülern aus den Beispielen aktiv abgeleitet. Sie steht damit im Gegensatz zur deduktiven Grammatik-Übersetzungsmethode und anderen traditionellen Ansätzen, bei denen aus gelernten Regeln und Vokabeln Sätze in der fremden Sprache konstruiert werden.
Die Direkte Methode geht zurück auf Wilhelm Viëtor, der in seiner Streitschrift „Der Sprachunterricht muss umkehren!“ schon Ende des 19. Jahrhunderts, gegen die damals dominante Grammatik-Übersetzungsmethode und deren „Lebensferne“ wandte. Bekanntheit erreichte vor allem die Callan-Methode zum Erlernen der Englischen Sprache als eine Anwendungsform der Direkten Methode.